# Stufendiagramm

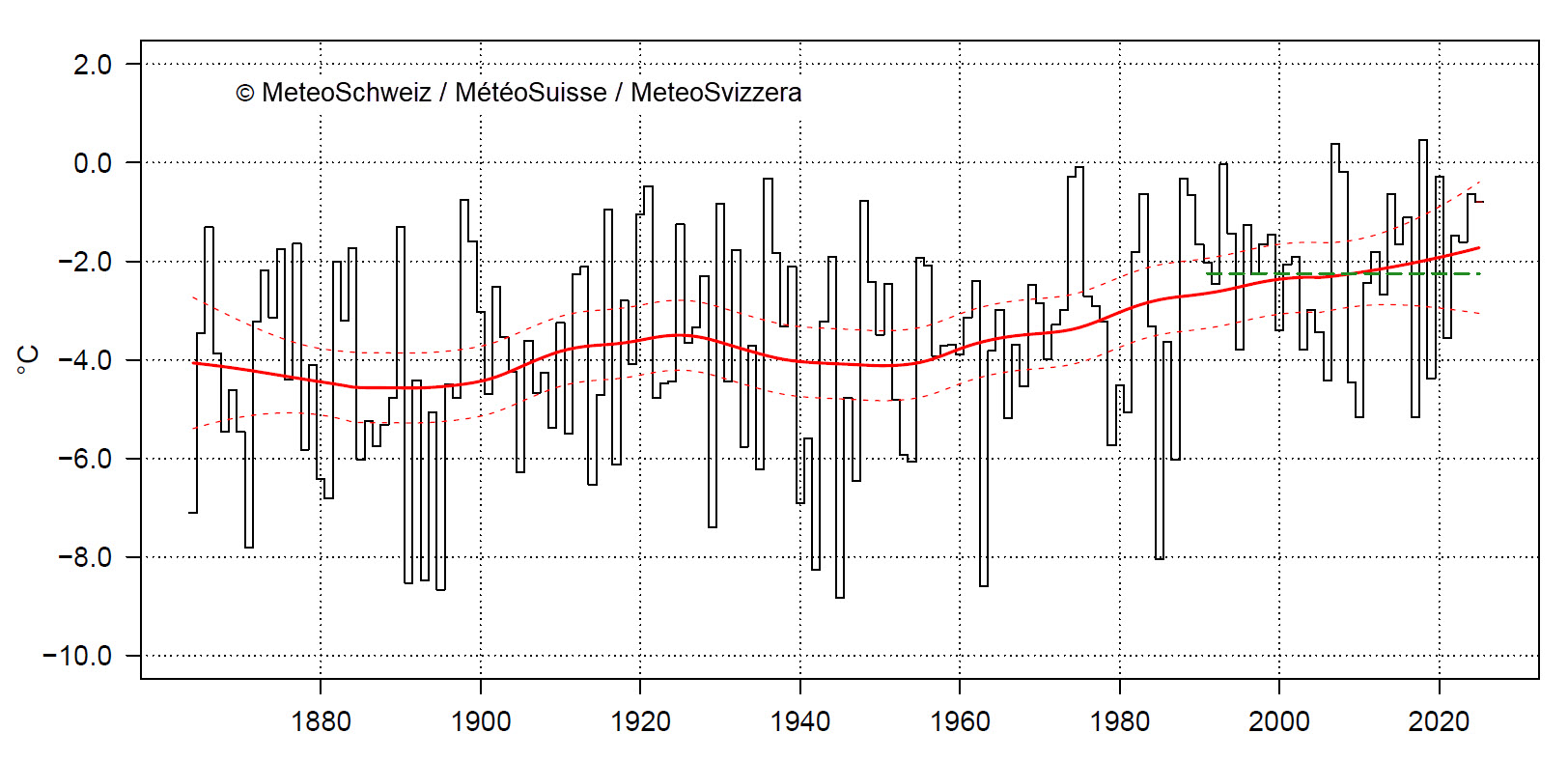
Temperaturtrend der Schweiz im Januar, 1864 bis 2025

Ein Stufendiagramm (engl. Step Chart, seltener auch Treppendiagramm) ist eine Sonderform des Liniendiagramms, bei dem Änderungen zu einem Stichtag visualisiert werden. Mittels Stufendiagramm können z. B. die Preisanpassungen einer Tankstelle visualisiert werden: Die Tankstelle senkt den Preis für Kraftstoff oder hebt ihn an, anschließend bleibt der Preis bis zur nächsten Preisänderung konstant. Es entstehen im Chart charakteristische Stufen.